# Dolzago
Dolzago – miejscowość i gmina we Włoszech, w regionie Lombardia, w prowincji Lecco.
Według danych na rok 2004 gminę zamieszkiwały 2103 osoby, 1051,5 os./km².